# Díogenés Laertios
Díogenés Laertios (3. století n. l.) byl řecký historik filozofie a vzdělanec, autor jediných zachovaných antických dějin řecké filosofie, ostatně nejstarších dějin filosofie vůbec.

## O autorovi
O Diogénovi není z jiných pramenů známo skoro nic, nevíme ani, kde se narodil a kde žil. Pouze z jazyka, stylu a z výběru látky jeho spisu lze usoudit, že jej napsal v první polovině 3. století, snad kolem roku 220, že nejspíš nebyl školeným filosofem, nýbrž spíše sběratelem anekdot a citátů, a že snad také žil někde v provincii, mimo hlavní města. Někteří považují Diogena za křesťana, pravděpodobnější však je, že byl skeptik nebo epikurejec. Jeho dílo je napsáno tak, že autorovy sympatie neprozrazuje.

## Dílo
Jeho spis, „O životě a učení slavných filosofů“ (Filosofón bión kai dogmatón synagógé), se skládá z deseti knih, věnovaných jednotlivým řeckým myslitelům a jejich skupinám. Diogenes řadí řecké filosofy do dvou škol, iónské a italské, kritéria tohoto rozlišení jsou však nejasná. Prvních devět knih tvoří sbírky anekdot a vyprávění o jejich životech i citátů a názorů, patrně z druhé a třetí ruky. Diogenes s nimi nepolemizuje, nýbrž jen reprodukuje, co mu přišlo pod ruku, a z jeho spisu se nezdá, že by měl spolehlivé prameny. Přesto je to největší zachovaná sbírka životopisných údajů a citátů, zejména pro předsokratovskou filosofii, a má tedy nesmírný význam.
Od zbytku díla se liší poslední, desátá kniha, která obsahuje tři autentické listy Epikurovy a jeho Testament; je to tedy vynikající pramen k tomuto mysliteli. V poslední době se zájem badatelů obrací k Diogenovi také jako ke zdroji poznatků o antické logice. Ukazuje se totiž, že výroková logika nezačíná až u stoiků, kteří se naopak opírali o starší autory, jako byl Diodóros Chronos nebo Filón z Megary, citované právě u Diogena; Diodóros uvažoval i o axiomech, o materiální implikaci a o mylných závěrech. Jinak je nápadné, že v Diogenově sbírce zcela chybí střední platónismus.